# Gesta (lépidoptère)
Pour les articles homonymes, voir Gesta.
Genre
Gesta est un genre de lépidoptères (papillons) de la sous-famille des Pyrginae (famille des Hesperiidae).

## Liste des espèces
Selon GBIF (4 février 2024) :
- Gesta austerus (Schaus, 1902) - Pérou
- Gesta gesta (Herrich-Schäffer, 1863) - Sud de l'Amérique du Sud, Cuba
- Gesta heteropterus (Plötz, 1884) - Brésil, Venezuela
- Gesta inga Evans, 1953 - Brésil

Auxquelles BioLib (4 février 2024) ajoute :
- Gesta invisus (Butler & H. Druce, 1872)

## Classification
Le nom valide complet (avec auteur) de ce taxon est Gesta Evans, 1953.